# Desejo Proibido
Desejo Proibido é uma telenovela brasileira produzida e exibida pela TV Globo de 5 de novembro de 2007 a 2 de maio de 2008, em 154 capítulos. Substituiu Eterna Magia e foi substituída por Ciranda de Pedra, sendo a 70ª "novela das seis" exibida pela emissora.
Escrita por Walther Negrão, com colaboração de Jackie Vellego, Renato Modesto, Alessandro Marson e Júlio Fischer, teve direção de Maria de Médicis, Luiz Pilar e Tande Bressane. A direção de núcleo foi de Marcos Paulo e a direção geral foi de Luiz Henrique Rios.
Contou com as atuações de Murilo Rosa, Fernanda Vasconcellos, Daniel de Oliveira, Letícia Sabatella, Alexandre Borges, José de Abreu, Eva Wilma e Lima Duarte.

## Enredo
A história se passa na década de 1930, na pequena cidade mineira fictícia de Passaperto, onde o prefeito Viriato (Lima Duarte) - que na frente de todos dá as ordens, mas em casa quem canta de galo é a mulher, Magnólia (Nivea Maria) - que vivem em conflito com Cândida Toledo (Eva Wilma). A poderosa matriarca, que vem de uma família de cafeicultores, põe sempre à frente os seus interesses. Com o declínio do café, tem que vender parte de suas terras à família de Chico Fernandes (José de Abreu). Para não dividir os bens, Cândida dá a mão de sua única filha, Isabel, em casamento a este. Da união de Isabel e Chico Fernandes nasce Henrique (Daniel de Oliveira), em quem, desde o primeiro dia de vida, a avó Cândida deposita todas as expectativas. Isabel falece alguns meses depois do parto, e Chico Fernandes, mal terminado o luto, casa-se com a linda Ana (Letícia Sabatella), filha da índia Iraci (Thaís Garayp) e de um tropeiro. Reprovando o romance com uma mulher simples, a quem chama de "bugra", Cândida cria o neto. Em seu casamento com Chico, Ana sofre muito, por ser maltratada pelo marido, o que a deixa angustiada e sempre aflita, e o pior: apaixona-se pelo seu médico psiquiatra Escobar (Alexandre Borges), e juntos os dois vão viver uma paixão escondida e perigosa. Frustrada em sua tentativa de ser mãe, Ana vai um dia até a gruta rezar para a imagem de uma santa esculpida em pedra pela natureza, que é tida como milagrosa.
De repente, uma surpresa: encontra um bebê em um pequeno cesto, no rio ao lado da gruta. Esse é o começo da história da pequena Laura (Fernanda Vasconcellos). Na cidade, todos atribuem o fato a um milagre da santa da gruta. Justamente para estudar o misterioso caso, o divertido padre Inácio (Marcos Caruso), pároco da cidade convida seu afilhado, o padre Miguel (Murilo Rosa), a ir à cidade de Passaperto. O que Miguel não imagina é que essa missão mudará o rumo de sua vida. Após chegar em Passaperto, Miguel se envolve com Laura, por quem se apaixona, e o que deixa desiludido pelo fato dele seguir a sua vocação, e além do mais, Miguel tem de enfrentar o ciúme de Henrique, suposto noivo de Laura. Henrique é um jovem inescrupuloso e sem moral que sempre teve tudo o que quis, mais será difícil ele ter Laura do jeito que quer, e somente com a ajuda da ambiciosa enfermeira Raquel (Letícia Birkheuer) é que Henrique poderá colocar em prática suas maldades. A partir daí, Laura vai viver um triângulo amoroso entre ele e Miguel. Mesmo com tanta doçura, Laura vê em casa o conflito de seus pais adotivos Chico e Ana, o que não a agrada.
A cidade de Passaperto é habitada por gente de todo o tipo. A começar pela filha mais nova do prefeito Viriato, Florinda (Grazi Massafera), jovem que sonha em casar, mas será difícil, pois sua irmã mais velha Eulália (Ana Lima) não tem este objetivo, pois o pai garantiu que quem casa primeiro é a mais velha. Mas, porém, Florinda vai se interessar pelo jornalista Ciro Feijó (Rodrigo Lombardi), homem sem ética, que dentro da cidade quer ficar novamente famoso e fica logo amigo de Argemiro (Emílio Orciollo Neto). Argemiro administra o único armazém e pensão na cidade, apaixonado por Florinda e filho de Alcebíades (Othon Bastos). Alcebíades é um homem preguiçoso,tem sempre uma dor para poupá-lo do trabalho, é casado com Purezinha (Eliana Fonseca), doce quituteira da cidade, irmã de Madalena (Deborah Evelyn). Madalena é uma boa mulher que vai trabalhar como governanta das filhas de Trajano (Cássio Gabus Mendes) - Guilhermina (Camila Rodrigues), Teresa (Fernanda Paes Leme) e Maria Augusta (Bruna Marquezine), e cuidando destas três lindas meninas, Madalena se apaixonará por Trajano. Trajano é o delegado da cidade. Viúvo, rigoroso e inteligente, junto com o soldado Brasil (Nando Cunha), aprontará várias loucuras. Brasil é apaixonado por Teresa, e bajulado por Cidinha (Mary Sheyla), empregada de Viriato. Para movimentar ainda mais Passaperto ainda há as intermináveis fofocas de Dona Guará (Jandira Martini), casada com o fotógrafo e barbeiro Dioclécio (Roberto Bonfim), e mãe de Clemente (André Arteche), moço que teve poliomielite ao nasce, o que lhe deixou algumas sequelas, motivo este pelo qual Guará se culpa tanto por ter tido o filho muito tarde. Tem também o boticário Galileu (Pedro Paulo Rangel), casado com dona Belinda (Júlia Lemmertz), pai de Dulcina (Stephany Brito) – moça dedicada aos estudos, e Diogo (Pedro Neschling) – rapaz irresponsável e ganancioso. Galileu é alvo das desconfianças de Belinda por suas saídas misteriosas durante a noite para ir tocar tuba.
Passaperto ganha um progresso redigido por Noronha e Gaspar, que é a ferrovia na cidade. Este progresso criado por Cândida, causará conflitos na cidade, pois requer a demolição da gruta da santa de pedra, pois terá uma ponte atravessando o rio Itareré. Nos últimos capítulos da novela o vilão Henrique depois de ter conquistado o ódio de muitas pessoas, acaba sendo assassinado misteriosamente , alguém colocou veneno em seu café, e ele acabou morrendo em plena praça pública na praça da cidade, da cria-se o mistério sobre "Quem Matou Henrique", várias pessoas são consideradas suspeitas, os principais são Miguel e Laura, pois estes
foram os mais prejudicados pelo vilão, no último capítulo descobre-se que o assassino na verdade foi o ambicioso Diogo, o cúmplice e a ajudante de Henrique em suas armações, o motivo foi vingança, pois Henrique não teria cumprido suas promessas para com Diogo de lhe colocar em um alto cargo na prefeitura.

## Elenco
| Intérprete            | Personagem                                   |
| --------------------- | -------------------------------------------- |
| Fernanda Vasconcellos | Laura de Castro Fernandes                    |
| Murilo Rosa           | Padre Miguel Meireles                        |
| Daniel de Oliveira    | Henrique Novaes de Toledo                    |
| Eva Wilma             | Cândida Novaes de Toledo                     |
| Letícia Sabatella     | Ana de Castro Fernandes                      |
| Alexandre Borges      | Dr. Antônio Escobar (Escobar)                |
| José de Abreu         | Coronel Francisco Fernandes (Chico)          |
| Fernanda Paes Leme    | Teresa Mendonça (Teresinha)                  |
| Guilherme Berenguer   | Tenente João Antônio Teixeira                |
| Deborah Evelyn        | Madalena Borges                              |
| Cássio Gabus Mendes   | Delegado Trajano Mendonça                    |
| Lima Duarte           | Prefeito Viriato Palhares                    |
| Nívea Maria           | Magnólia Cardoso Palhares                    |
| Marcos Caruso         | Padre Inácio Gouveia                         |
| Grazi Massafera       | Florinda Cardoso Palhares                    |
| Rodrigo Lombardi      | Ciro Feijó                                   |
| Letícia Birkheuer     | Drª. Raquel Castanhal                        |
| Caio Junqueira        | Dr. Gaspar Martins                           |
| Camila Rodrigues      | Guilhermina Mendonça                         |
| Pedro Neschling       | Diogo Boticário                              |
| Sthefany Brito        | Dulcina Boticário                            |
| Thiago Martins        | Lídio Lourenço                               |
| Emílio Orciollo Neto  | Argemiro Borges Patápio                      |
| Júlia Lemmertz        | Belinda Boticário (Dona Belinda)             |
| Pedro Paulo Rangel    | Galileu Boticário (Boticário)                |
| Ana Lima              | Eulália Palhares Patápio                     |
| Othon Bastos          | Alcebíades Patápio (Cebíade)                 |
| Roberto Bomfim        | Dioclécio dos Anjos                          |
| Cláudio Marzo         | Lázaro Simões                                |
| Jandira Martini       | Guaracyaba dos Anjos (Dona Guará)            |
| Eliana Fonseca        | Pureza Borges Patápio (Dona Purezinha)       |
| Mary Sheyla           | Maria Aparecida Conceição da Penha (Cidinha) |
| Nando Cunha           | Soldado Brasil                               |
| Luiz Carlos Tourinho  | Anésio dos Santos (Nezinho)                  |
| Paulo César Grande    | Valdenor Lourenço                            |
| Marcélia Cartaxo      | Antonieta Lourenço (Tonha)                   |
| Thaís Garayp          | Iraci de Castro                              |
| Cosme dos Santos      | Faustino Ferreira                            |
| Cinara Leal           | Doralice Ferreira                            |
| Gilberto Hernandez    | Dr. Amilcar Noronha (Noronha)                |
| Orã Figueiredo        | Camaleão                                     |
| Bruna Marquezine      | Maria Augusta Mendonça (Magú)                |

### Participação especial
| Intérprete          | Personagem                       |
| ------------------- | -------------------------------- |
| Laura Cardoso       | Sebastiana                       |
| Sérgio Mamberti     | Frei Domingos                    |
| Jacqueline Laurence | Romilda                          |
| Beth Goulart        | Maria de Lourdes                 |
| Marcos Paulo        | Dr. Marcos                       |
| Giulio Lopes        | Dr. Tavares                      |
| Gabriel Kaufmann    | Henrique Novaes Toledo (criança) |
| Cida Mendes         | Celi                             |
| André Varella       | André Palhares                   |
| Zulma Mercadante    | Edith                            |
| Paco Sanches        | Pedro Jeneqime (Pedrão)          |
| Paulo César Rezende | Malaquias                        |
| Chico Expedito      | Ari                              |
| Rafael Brandão      | Carlos                           |
| Antônio Estevan     | Luiz                             |
| Roselson Barros     | Nestor                           |
| Sokram Sommar       | Francisco                        |
| Turíbio Ruiz        | Arcebispo Dom Oriovaldo Duarte   |

## Produção
As primeiras cenas da novela foram gravadas na Estação Luz, em São Paulo e na Estação Carlos Gomes, em Campinas. Devido à baixa audiência, a telenovela foi encurtada em cerca de 30 capítulos. O motivo também foi para evitar que as futuras novelas começassem dentro do horário de verão. Para tentar aumentar a audiência durante a reta final, o autor criou um mistério. No capítulo de 18 de abril de 2008, o vilão Henrique (Daniel de Oliveira) morreu misteriosamente. O caso só foi revelado no último capítulo.
Foi a última novela dos atores Luiz Carlos Tourinho e Cláudio Marzo.Tourinho morreu aos 43 anos em 21 de janeiro de 2008 de aneurisma cerebral durante as gravações da novela, enquanto Cláudio decidiu se afastar das telenovelas por problemas de saúde, aceitando apenas pequenas participações especiais a partir de então até falecer, em 2015.

## Exibição

### Exibição Internacional
Foi exibida no Chile pela La Red, em Portugal pela Globo Portugal, na Venezuela pela Televen, em Moçambique pela STV, na Argentina pelo Canal 9 e no Uruguai pela Teledoce.[carece de fontes?]

## Audiência
Desejo Proibido estreou com 26 pontos de média, e com 45% de participação. O segundo capítulo cresceu em dois pontos, registrando 28 de média. O penúltimo capítulo marcou 31 pontos; e o último, bateu 33 pontos com picos de 39.
Teve média geral de 23,4 pontos, abaixo da meta de 25 pontos que na época era estabelecida para o horário.

## Trilha Sonora
Capa: Murilo Rosa
1. Aqui - Ana Carolina
2. Trem das Cores - Caetano Veloso
3. Rosa  - Marisa Monte
4. Desenredo (Ao Vivo) - Roberta Sá e Boca Livre
5. Sonho Lindo - Tânia Mara
6. Amor de Índio - Roupa Nova
7. Todo Azul do Mar - 14 Bis
8. O Trenzinho do Caipira - Boca Livre
9. Tamanho Não é Documento - Eduardo Dusek
10. Deusa da Minha Rua - Ivo Pessoa
11. Céu Cor-de-rosa (Indian Summer) - Sidney Magal
12. Danada da Preguiça - Luk Brown
13. Tipo Zero - Edson Cordeiro
14. Diabinho Maluco (Instrumental)  - Joel Nascimento
15. Ave-Maria - Selma Reis
16. Hino Sertanejo  - Tonico e Tinoco